# Grabowo (Purda)
Grabowo (deutsch Grabowo, 1938–1945 Buchental) ist seit 1971 eine Wüstung in der Gemeinde Purda in Powiat Olsztyński. Sie liegt in der Woiwodschaft Ermland-Masuren im Nordosten Polens.

## Geographie

### Geographische Lage
Die Wüstung liegt im Westen der Masurischen Seenplatte, die zum Baltischen Höhenrücken gehört. Der Fluss Wardęga verbindet den Serwentsee mit dem Tumiańskiesee, der sich weiter nördlich von Grabowo befindet.

### Geologie
Die Landschaft wurde durch den fennoskandischen Eisschild gestaltet und ist eine postglaziale, hügelige, bewaldete Grundmoräne mit zahlreichen Rinnenseen und Flüssen. Charakteristisch für die Gegend sind zahlreiche Seen, Sümpfe, Teiche sowie Nadel- und Mischwälder, die 53 % des Gemeindegebiets von Purda bedecken.

## Geschichte
Ursprünglich war diese preußische Landschaft (Gau Barten) von den heidnischen Prußen besiedelt. Nach der Zwangschristianisierung durch den Deutschritterorden war das Bistum Ermland ab 1243 ein Teil des Deutschordenslandes.
Nach dem Zweiten Frieden von Thorn im Jahr 1466 wurde Ermland als autonomes Fürstbistum Ermland der Krone Polens unterordnet. In den „Prästationstabellen“ wurde Grabowo erstmals im Jahr 1656 erwähnt. Mit der ersten Teilung Polens im Jahr 1772 wurde Ermland ein Teil des Königreichs Preußen.
Im Mai 1874 wurde der Amtsbezirk Preylowen (nach der Eindeutschung der Ortsnamen von 1938 bis 1945 Preiwils) mit dem Gutsbezirk Grabowo gebildet. Ab November 1920 gehörte der Wohnplatz Grabowo (nach der Eindeutschung der Ortsnamen von 1938 bis 1945 Buchental) der Landgemeinde Nerwigk an.
Aufgrund der Bestimmungen des Versailler Vertrags stimmte die Bevölkerung im Abstimmungsgebiet Allenstein, zu dem Grabowo gehörte, am 11. Juli 1920 über die weitere staatliche Zugehörigkeit zu Ostpreußen (und damit zu Deutschland) oder den Anschluss an Polen ab. In Grabowo stimmten 20 Einwohner für den Verbleib bei Ostpreußen, auf Polen entfielen 20 Stimmen.
An dem Fluss wurden ein Wehr errichtet und ein Sägewerk mit einer Schrotmühle betrieben. Der größte Bauernhof mit 30 Hektar in den Jahren 1930–1945 war im Besitz von Andreas Koitka.
Im Zuge der Ostpreußischen Operation wurde Buchental um 25. Januar 1945 von der Roten Armee eingenommen und der sowjetischen Kommandantur unterstellt. Aus der Ortschaft sind vier Einwohner von der NKWD in die Sowjetunion verschleppt worden, davon kehrte nur eine Person nach zwei Jahren heim. Westlich am Dorf wurden im Frühjahr 1945 drei Verstorbene beerdigt. Seit Frühjahr 1945 gehört Grabowo zur Republik Polen. Das Dorf wurde von Einwohnern kontinuierlich verlassen und ist seit dem Jahr 1971 eine Wüstung. Unweit befinden sich die Wüstungen Rax und Poludniewo (Gut Paulshof).

### Einwohnerentwicklung
- 1785: 07 Feuerstellen

- 1820: 06 Feuerstellen und 18 Seelen

- 1857: 24 Einwohner

- 1861: 38 Einwohner

- 1913: 57 Einwohner

- 1921: 53 Einwohner

## Kirche
Die heidnischen Prußen verehrten die baltischen und litauischen Gottheiten. Nach der Zwangschristianisierung durch den Deutschen Orden war das Bistum Ermland ab dem Jahr 1243 ein Teil des Deutschordenslandes.
Mit der Gründung des heute römisch-katholischen Kirchspiels Wartenburg im Jahr 1364 gehörte Grabowo bis 1871 der dortigen Pfarrei mit der St.-Anna-Kirche. Eine Filialkirche des Kirchspiels Wartenburg wurde bereits Ende des 14. Jahrhunderts in Groß Bartelsdorf erbaut. Im 16. Jahrhundert wurde anstelle der alten eine neue Kirche aufgebaut, die im Jahr 1620 völlig niederbrannte. Im Jahr 1702 wurde eine Kirche in Bartelsdorf neu errichtet und konsekriert. Im Jahr 1871 wurde die Kirche in Groß Bartelsdorf von dem Kirchspiel Wartenburg abgezweigt und das selbständige Kirchspiel Groß Bartelsdorf mit der Jakobuskirche errichtet.
Die Einwohner evangelischer Konfession besuchten die Kirche in Bischofsburg, (polnisch Biskupiec) nach 1836 in Wartenburg in der Kirchenprovinz Ostpreußen der Kirche der Altpreußischen Union. Seit 1945 orientieren sie sich zur Christus-Erlöser-Kirche Olsztyn (Allenstein) in der Diözese Masuren der Evangelisch-Augsburgischen Kirche in Polen.